# Siège de Chartres (1360)
Pour les articles homonymes, voir Siège de Chartres.
Guerre de Cent Ans
Batailles
Le siège de Chartres survient en avril 1360 dans le cadre de la première phase de la guerre de Cent Ans. Au cours du lundi de Pâques, une immense tempête frappe l'armée anglaise et tue environ mille hommes. Cet événement, passé à la postérité sous le nom de « Lundi noir » (anglais : Black Monday), est si dévastateur qu'il cause plus de pertes militaires anglaises que n'importe laquelle des batailles de la Guerre de Cent Ans livrées jusque-là.

## Contexte et début du siège
Le 5 avril 1360, Édouard III d'Angleterre conduit son armée de 10 000 hommes aux portes de Paris. Il a sous ses ordres 4 000 archers, 700 mercenaires continentaux et 5 000 cavaliers. Il est suivi par ses plus fidèles compagnons d'armes dont Édouard de Woodstock, Henri de Grosmont, Guillaume de Bohun, Thomas de Beauchamp et Wauthier de Masny. Ces hommes s'étaient distingués lors des grandes victoires anglaises contre la France pendant les deux décennies précédentes. Les défenseurs de Paris sont sous les ordres du dauphin Charles de France. Ils refusent pourtant de livrer bataille, malgré les invitations du roi Édouard III. Sentant le temps tourner en faveur du dauphin, Édouard quitte Paris, pille la campagne environnante et se dirige vers Chartres.
Le 13 avril, jour du Lundi de Pâques, l'armée anglaise arrive devant les murailles de Chartres. Les défenseurs français refusent là aussi de livrer bataille et se réfugient derrière les puissantes fortifications de la ville. Le siège de Chartres commence, bien que les Français, conduits par l'évêque Androin de la Roche, soient largement en infériorité numérique.

## Éclatement de la tempête

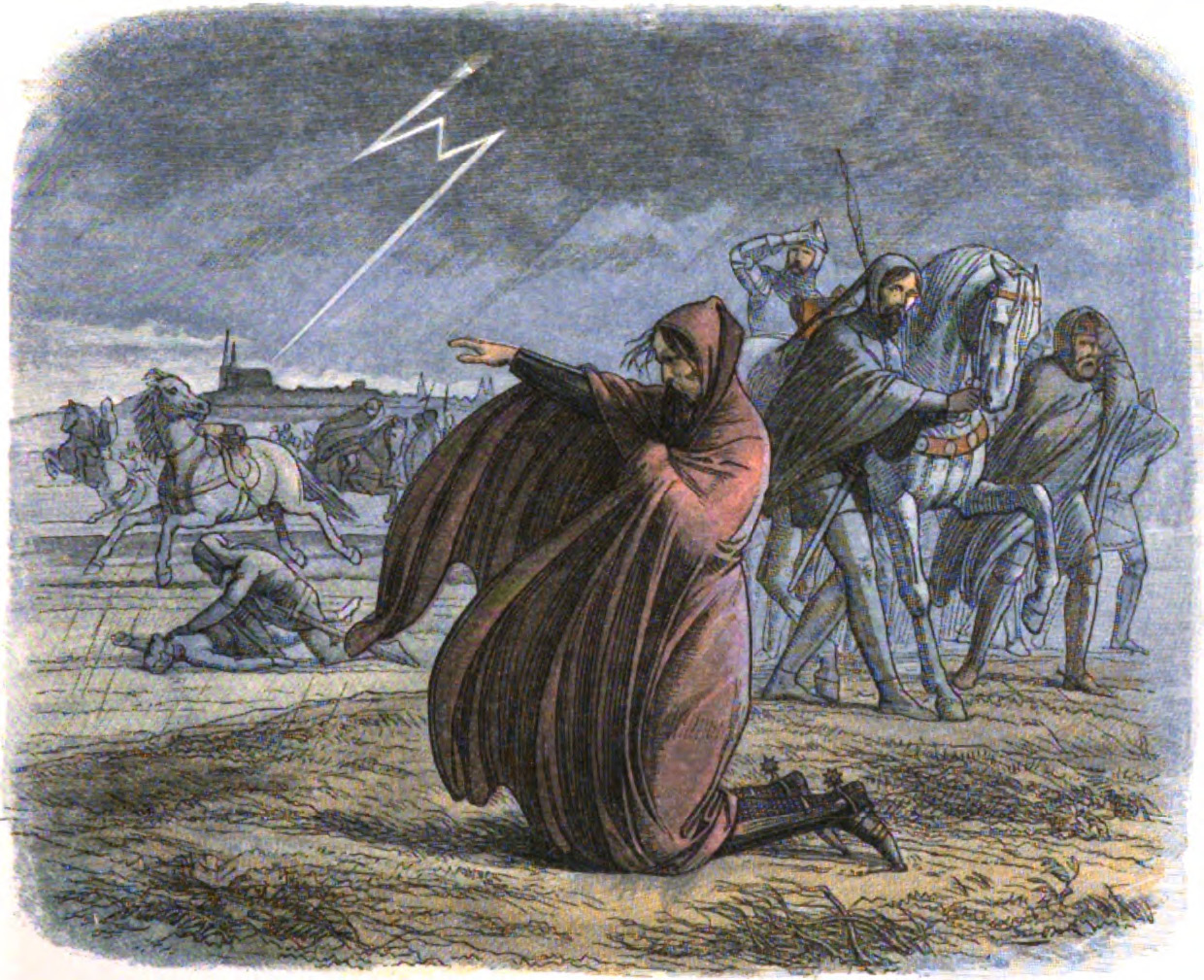
Le roi Édouard III, pris avec son armée dans les champs de Sours sous la tempête qui dévaste leur campement, implore le pardon de Dieu et envisage la paix. En arrière-plan, on reconnaît la cathédrale de Chartres. Lithographie tirée de l'ouvrage A Chronicle of England.

La première nuit du siège, l'armée anglaise campe près de Chartres dans un champ ouvert. Une tempête soudaine éclate et la foudre frappe plusieurs soldats anglais. La température chute soudainement et des grêlons énormes s'écrasent sur le sol. La pluie qui tombe devient verglaçante. Pris de panique les chevaux se dispersent. Les cavaliers sont pris au piège et beaucoup sont tués en étant frappés par la grêle, car leurs tentes ne peuvent résister à la tempête et sont rapidement déchirées. Les équipements des Anglais sont perdus. En un quart d'heure, le froid intense et la tempête violente ont tué près d'un millier d'Anglais, ainsi que 6 000 de leurs montures. Parmi les blessés, on compte Guy de Beauchamp, fils aîné de Thomas de Beauchamp, un des fidèles compagnons d'Édouard III. Il meurt de ses blessures deux semaines plus tard.
Édouard est convaincu que ce phénomène est une punition divine face à son entêtement à vouloir poursuivre la guerre. Pendant la tempête, il serait descendu de sa monture et se serait agenouillé en direction de la cathédrale de Chartres. Il promet de faire la paix avec la France. Peu après la fin de la tempête, le lendemain, l'évêque Androin de la Roche arrive au camp anglais avec des propositions de paix. Édouard III accepte les conditions sur les conseils de son ami Henri de Grosmont. Le même jour, Édouard commence à battre en retraite avec son armée, mettant fin au siège de Chartres qui n'avait duré qu'un jour.

## Conséquences
Le chroniqueur français Jean de Venette considère cette tempête apocalyptique comme la conséquence du pillage par les Anglais de la campagne française pendant le jeûne de la période de carême. Trois semaines plus tard, le 8 mai 1360, le traité de Brétigny fut signé, marquant la fin de la première phase de la guerre de Cent Ans.

Le souvenir de l'événement se retrouve dans l'œuvre de Shakespeare, : 

« It was not for nothing that my nose fell a-bleeding on Black Monday last, at six o'clock i' the morning.
Ce n'est pas pour rien que mon nez s'est mis à saigner ce dernier Lundi noir, à six heures du matin »

— Shakespeare: Le Marchand de Venise, ii. 5.